# Ryan Kelly (basket-ball)
Pour les articles homonymes, voir Ryan Kelly et Kelly.
Ryan Matthew Kelly, né le 9 avril 1991, est un joueur américain de basket-ball. Il évolue au poste d'ailier fort.

## Records sur une rencontre NBA
Les records personnels de Ryan Kelly, officiellement recensés par la NBA sont les suivants :
| Type de statistique        | Saison régulière | Saison régulière          | Saison régulière |
| Type de statistique        | Record           | Adversaire                | Date             |
| -------------------------- | ---------------- | ------------------------- | ---------------- |
| Points                     | 26               | @ Cavaliers de Cleveland  | 5 février 2014   |
| Paniers marqués            | 8                | @ Cavaliers de Cleveland  | 5 février 2014   |
| Paniers tentés             | 16               | @ Cavaliers de Cleveland  | 5 février 2014   |
| Paniers à 3 points réussis | 4                | @ Nuggets de Denver       | 7 mars 2014      |
| Paniers à 3 points tentés  | 8                | @ Nuggets de Denver       | 7 mars 2014      |
| Lancers francs réussis     | 8                | Rockets de Houston        | 8 avril 2014     |
| Lancers francs tentés      | 11               | Rockets de Houston        | 8 avril 2014     |
| Rebonds offensifs          | 4                | Trail Blazers de Portland | 1er avril 2014   |
| Rebonds défensifs          | 9                | Warriors de Golden State  | 11 avril 2014    |
| Rebonds totaux             | 11               | 2 fois                    |                  |
| Passes décisives           | 8                | 2 fois                    |                  |
| Interceptions              | 2                | 9 fois                    |                  |
| Contres                    | 3                | 2 fois                    |                  |
| Balles perdues             | 4                | 2 fois                    |                  |
| Minutes jouées             | 42               | @ Cavaliers de Cleveland  | 5 février 2014   |

- Double-double : 2 (au 30/12/2014)
- Triple-double : aucun.

## Palmarès
- NCAA champion (2010)
- McDonald's All-American (2009)